# フィッシュヘッド・カレー

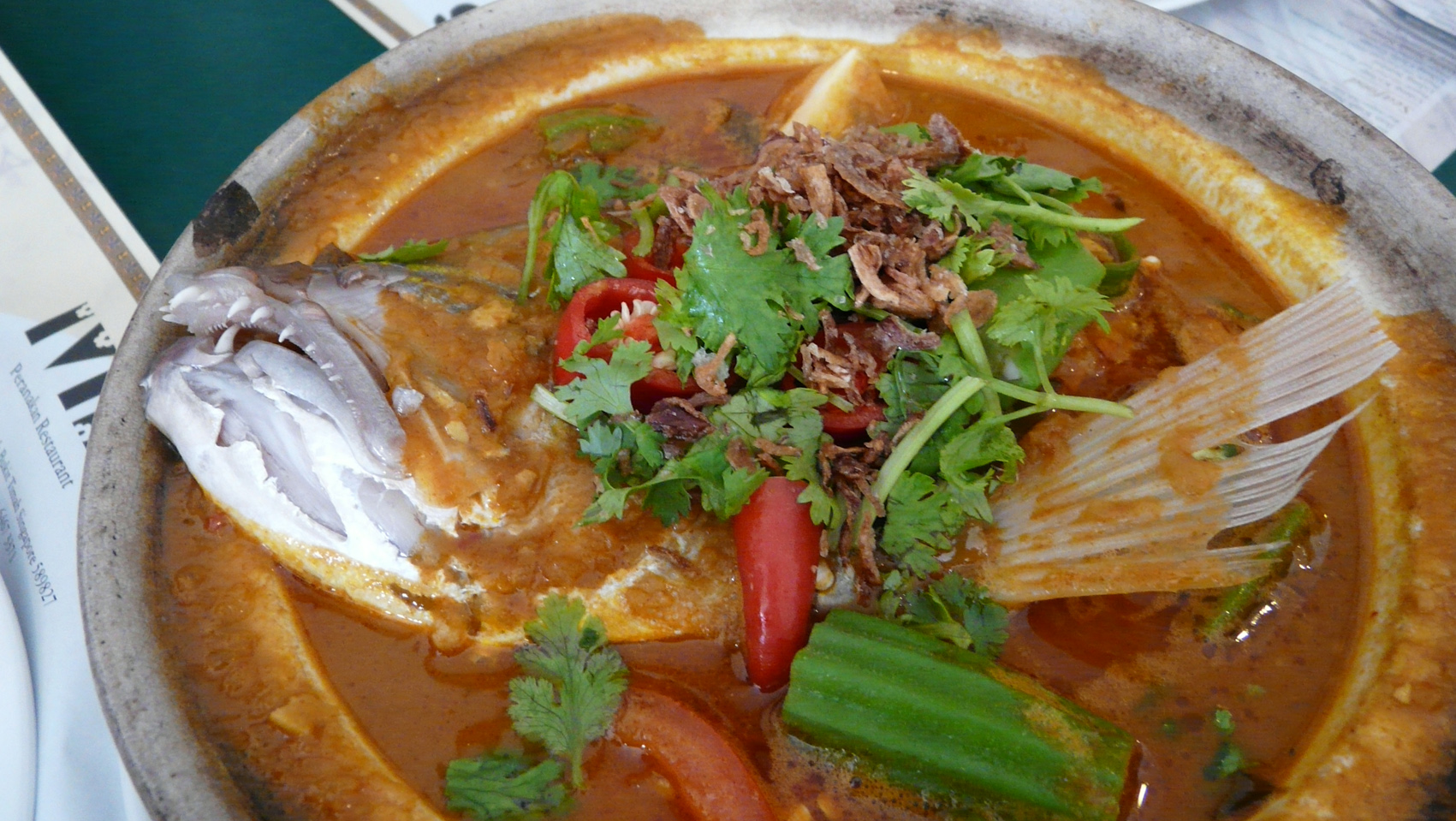
ニョニャ料理のフィッシュヘッドカレー

フィッシュヘッドカレー (マレー語・インドネシア語： kari kepala ikan) は、インドネシア料理、マレーシア料理、およびシンガポール料理における料理で、インド料理と中華料理が融合した起源を持つ。フエダイ属の魚の頭をオクラやナスなどの野菜と共にケララ風カレーで煮込んだものであり、米やパンと一緒に食べるか、取り分けて食べるのが一般的である。

## 概要
フィッシュヘッドカレーは、インド・ケララ州出身の料理人であったM・J・ゴメスが、シンガポールの食事客に南インド料理を提供するために考案されたとされている。インドでは魚の頭（フィッシュヘッド）は一般的な食材ではなかったが、中国系の顧客は魚の頭を特別な珍味と見做していたため、ゴメスは魚をカレーで煮込む着想を得た。フィッシュヘッドカレーが初めて販売されたのは1949年、ゴメスが開いたレストランにおいてである。
今日では、インド料理店やマレー料理店、中華料理店、ペラナカン料理店で、各種フィッシュヘッドカレーが提供されている。フィッシュヘッドカレーは現地のシンガポール人に加え、観光客にも人気の料理となっている。価格は10シンガポールドルから20ドル（日本円で1100円から2200円程度）であり、一般的には安価なホーカー料理とは見做されていない。通常は土鍋で供され、ホーカーセンターや近所の屋台でよく売られている。

## 調理
甘酸っぱい風味を出すために、タマリンド果汁がグレービーに加えられることも多い（アサムフィッシュも参照のこと）。この種のフィッシュヘッドカレーは、グレイビーが薄く、橙色を呈する。
ココナッツミルクが加えられることもある。